# くじら座ZZ星
くじら座ZZ星（くじらざZZせい）は、くじら座の方向に位置する脈動変光星。

## 概要
学名はZZ Ceti（略称：ZZ Cet）。脈動白色矮星（くじら座ZZ型変光星）の代表星で、その名のとおり脈動変光する白色矮星である。極大等級は14.13等で、変光範囲は0.03等である。脈動白色矮星はさらに数種類に細分されるが、くじら座ZZ星は水素の吸収線を持つタイプであるZZA型に属し、脈動白色矮星の代表星であると同時にZZA型の代表星でもある。スペクトル型はDAである。